# René Jolivet
René Joseph Jolivet est un écrivain, scénariste et cinéaste français, né le 28 décembre 1898 à Albertville, et mort le 27 février 1975 à Bandol.

## Biographie
René Jolivet va au lycée à Thonon-les-Bains, puis poursuit ses études à l'Institut électro-technique et à la Faculté des Sciences de Grenoble. Après avoir été ingénieur durant quelque temps, après ses années de formation, il se tourne ensuite vers le journalisme et plus généralement l'écriture. Il contribue fréquemment au Courrier royal. Il est l'auteur de plusieurs romans et mettra également sa plume au service du cinéma. Scénariste et dialoguiste, il passera également à la réalisation dans les années 1950.

## Filmographie
Réalisateur
- 1951 : La Peau d'un homme
- 1955 : Dix-huit Heures d'escale
- 1956 : Les Aventures de Gil Blas de Santillane
- 1958 : Un certain monsieur Jo
- 1960 : Les Mordus
- 1970 : Les Enfants de Caïn

Scénariste
- 1938 : Prisons de femmes
- 1939 : Angélica
- 1939 : La Tradition de minuit
- 1944 : Le mort ne reçoit plus
- 1945 : Au pays des cigales de Maurice Cam (dialogues)
- 1946 : On demande un ménage
- 1947 : Le Fugitif
- 1948 : Rapide de nuit
- 1949 : Ainsi finit la nuit
- 1951 : La Peau d'un homme
- 1953 : L'Étrange Amazone, de Jean Vallée
- 1955 : Dix-huit heures d'escale
- 1956 : Les Aventures de Gil Blas de Santillane
- 1958 : Un certain monsieur Jo
- 1960 : Les Mordus

Acteur
- 1958 : Del cuplé al tango
- 1963 : Rata de puerto

D'après son œuvre
- 1951 : 24 Timer de Asbjorn Andersen et Annelise Reenberg